# Rudolf Jansen (Pianist)

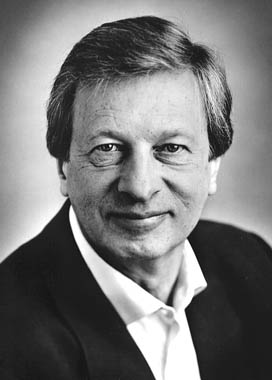
Rudolf Jansen, vor 2000

Rudolf Jansen (* 19. Januar 1940 in Arnhem; † 12. Februar 2024 in Laren) war ein niederländischer Pianist, Organist und Cembalist. Internationale Bekanntheit erlangte er als Liedbegleiter.

## Leben
Seine Lehrer waren Nelly Wagenaar, sein Vater Simon C. Jansen (Orgel), Felix de Nobel und Gustav Leonhardt. Die Klavier- und die Orgelausbildung schloss er mit Auszeichnung ab. Er gewann den 
Tonkunst Jubiläumpreis (1965) und den Vriendenkransconcours (1966). Den Edison gewann er zweimal, 1973 mit dem Oboisten Han de Vries und 1987 mit der Sopranistin Dorothy Dorow. Er konzertierte als Solist und spezialisierte sich als Liedbegleiter und Kammermusiker. Auf weltweiten Tourneen begleitete er die Sänger Elly Ameling, Irina Konstantinowna Archipowa, Olaf Bär, Hans Peter Blochwitz, Barbara Bonney,  Brigitte Fassbaender, Birgit Finnilä, Monica Groop, Robert Holl, Tom Krause, Christiane Oelze, Andreas Schmidt, Peter Schreier und Edith Wiens. Im Duo spielte er mit Han de Vries und den Flötisten Jean-Pierre Rampal und Abbie de Quant. Er gab in den Niederlanden und im Ausland Meisterkurse in Liedbegleitung. Er unterrichtete am Conservatorium van Amsterdam und an der Hochschule für Musik Nürnberg-Augsburg. Von der Bühne verabschiedete er sich am 2. April 2017 mit einem Liederabend im Concertgebouw (Amsterdam).  
Jansen war verheiratet mit der deutschen Mezzosopranistin Christa Pfeiler. Das Ehepaar wohnte in Amstelveen.

## Einspielungen
Philips, Deutsche Grammophon, EMI Group, CBS Corporation, RCA Records und Erato haben mehr als 100 Aufnahmen mit Jansen gemacht. Eine Compact Disc mit Dietrich Fischer-Dieskau und dem Niederländischen Kammerchor erhielt 1992 den Deutschen Schallplattenpreis.